# NGC 155
NGC 155 هي مجرة محدبة تقع في كوكبة قيطس (كوكبة). تم اكتشافها في 1 سبتمبر 1886 من قبل لويس سويفت.

## وصلات خارجية
- NGC 155 على موقع ويكي سكاي: DSS2, SDSS, GALEX, IRAS, Hydrogen α, X-Ray, Astrophoto, Sky Map, Articles and images